# Вебер, Елка
Елка Вебер (нем. Jelka Weber; 16 мая 1971, Германия) — немецкая флейтистка, музыкальный педагог. Член Берлинской филармонии. Лауреат национального конкурса «Юные музыканты (Jugend musiziert)», а также лауреат международного музыкального конкурса ARD в составе квинтета "Орсолино". 

## Биография
Елка Вебер родилась 16 мая 1971 года в Ахерне в Германии. Первые уроки игры на флейте Вебер преподавал Йозефа Пачека. В возрасте восьми лет она впервые приняла участие в конкурсе "Юные музыканты", а в подростковом возрасте она стала лауреатом этого национального конкурса. В дальнейшем она обучалась в музыкальной школе в Мюнхене у Германа Клемейера. В 1994 году она стала обладателем двухгодичной стипендии оркестровой академии Берлинской филармонии. 
В 1996 году Вебер стала работать солисткой Магдебурской филармонии, ей принадлежала главная партия флейты в этом учреждении. В 1997 году она перешла работать в Берлинскую филармонию, где со временем стала первой флейтисткой. Продолжает работать и по настоящее время. 
Елка является также участницей ансамбля Берлинского филармонического оркестра. Вместе с Марлен Ито (скрипка), Юлией Гартеманн (альт), Юмино Вебером (виолончель) и Корделией Хёфер (фортепиано) она работает в квинтете. 
Вебер активная участница различных музыкальных фестивалей, в том числе в Королевском зале королевы Елизаветы в Лондоне, а также на фестивале в Давосе. Она постоянно участвует в премьерах молодых современных композиторов. В 2004 году она первая сыграла партию флейты в Тоске Сиднея Корбетты. 
С 2008 года выступает с лекциями на известных конкурсах в качестве педагога Оркестровой академии Берлинской филармонии.